# Lindsay Maxwell
Pour les articles homonymes, voir Maxwell.
Lindsay Maxwell est une actrice canadienne née le 10 septembre 1981 à Powell River, Colombie Britannique, Canada. 

## Biographie
Elle est née en septembre 1981 au Canada. Ses parents sont Rena and Pat Maxwell. Le 19 mai 2017 elle se marie avec Andrew Murdoch.

## Filmographie

### Cinéma
- 2008 : That One Night : Tricia
- 2008 : Sharp as Marbles : Kelly
- 2008 : Hair of the Sasquatch :
- 2016 : Amour, rupture et littérature : non créditée
- 2006 : The Butterfly Effect 2 : Grace Callahan
- 2007 : Good Luck Chuck : McTitty
- 2010 : Icarus : April

### Télévision

#### Séries télévisées
- 2000 : Sept jours pour agir (saison 2, épisode 20) : Ashley
- 2001 : Special Unit 2 (saison 2, épisode 8) : Kerri Thomas
- 2002 : The Chris Isaak Show (saison 2, épisodes 7 & 8) : Trudy
- 2002 : American Dreams (saison 1, épisode 5) : une fille
- 2003 : Stargate SG-1 (saison 7, épisode 8) : Montrose
- 2005 : Dante's Cove (saison 1, épisodes 1 & 2) : Olivia
- 2006 : Whistler (saison 1, épisode 6) : Veronica
- 2007 : Falcon Beach (saison 2, épisode 6) : Annalise
- 2007 : Blood Ties (saison 1, épisode 9) : Misery
- 2007-2018 : Supernatural (épisodes 2x17, 9x18 & 13x20) : Amie de Madison / Buxom Lass / star du porno
- 2008 : The L Word (saison 5, épisode 1) : Lexi
- 2008 : About a Girl (saison 1, épisode 10) : Co Ed
- 2010 : Blue Mountain State (saison 1, épisode 8): Lindsey McCallie
- 2014 : Blackstone (épisodes 2x05, 2x07, 4x01, 4x05 & 4x06): Brittany / Candy
- 2015 : Motive (saison 3, épisode 5) : Shelley Falk
- 2016 : Electra Woman and Dyna Girl (mini-série - épisode 1) : Stilletta
- 2016 : Garage Sale Mystery: Guilty Until Proven Innocent (saison 1, épisode 5) : Mandy Harris
- 2016 : Timeless (saison 3, épisode 5) : Une miss
- 2018 : Life Sentence (saison 1, épisodes 2, 6 & 9) : Denise

#### Téléfilms
- 2004 : Deep Evil : Fille du général
- 2005 : Falcon Beach : Annalise
- 2005 : La vengeance de l'au-delà (Killer Bash) : Viv
- 2006 : En attendant l'âme sœur (Under the Mistletoe) : Carole Stark
- 2007 : Decoys 2: Alien Seduction : Jasmine
- 2007 : Alien invasion : Monica
- 2008 : Sharp as Marbles : Kelly
- 2008 : That One Night : Tricia
- 2008 : Poison Ivy: The Secret Society : Alexis Baldwin
- 2008 : Paparazzi Princess: The Paris Hilton Story : Kimberly Stewart
- 2008 : Lost Boys: The Tribe : Hot Girl at Party
- 2008 : Hair of the Sasquatch : Wife
- 2009 : Revenge of the Boarding School Dropouts : Lisa
- 2010 : Au bénéfice du doute (A Trace of Danger) : Cheryl
- 2010 : À la recherche de Madame Noël (Finding Mrs. Claus) : Touriste
- 2013 : One Foot in Hell : Donna
- 2014 : Ma vie rêvée ! (Lucky in Love) : Kelsea
- 2014 : Une coach pour mon bébé (Baby Bootcamp) : Amber
- 2014 : La Course au jouet 2 (Jingle All the Way 2) : Employée
- 2014 : L'arbre des anges (Paper Angels) : Jill Newbry
- 2015 : Radio romance (Love on the Air) : Janey
- 2016 : Dangereuse thérapie (Get Out Alive) : Serena
- 2016 : Amour & Vignobles (Love in the Vineyard) : Vanessa
- 2016 : Amour, rupture et littérature (Mr. Write) : Une femme
- 2017 : Une famille en sursis... (A Stranger with My Kids) : Gwen Brown
- 2017 : Mon mari veut me tuer! (Woman on the Run) : Greta March
- 2017 : Le roman de notre amour (All for Love) : Alexis
- 2017 : Un Noël à Ashford (Coming Home for Christmas) : Megan
- 2018 : Time for Me to Come Home for Christmas : Sophie
- 2018 : La mort t'ira si bien... (The Wrong Patient) : Liz
- 2019 : Picture Perfect Mysteries: Newlywed and Dead : Jenna Cole
- 2019 : Love Unleashed : Kelly Donaldson